# Gra bishōjo
Gra bishōjo (jap. 美少女ゲーム bishōjo gēmu) – rodzaj japońskich gier komputerowych skoncentrowanych na interakcji i prowadzeniu rozmów z żeńskimi postaciami, którymi są urocze dziewczyny rysowane w stylu charakterystycznym dla mang i anime – bishōjo. Interakcje te mogą przybierać wymiar romantyczny i seksualny (eroge). W miarę rozwoju fabuły gracz poznaje bliżej bohaterki, które stają się dla niego „wirtualnymi towarzyszkami” – widzi je z perspektywy pierwszej osoby, a one zza ekranu odwzajemniają jego spojrzenie, co tworzy między nimi relację.

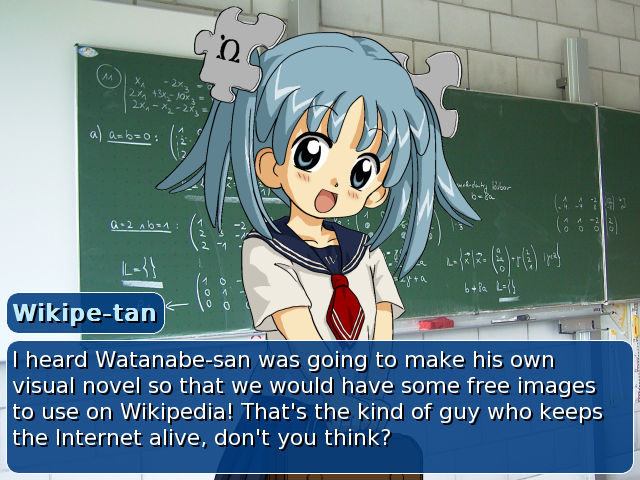
Przykładowa interakcja z gry typu bishōjo

Wśród japońskich graczy termin gra bishōjo jest też powszechnie używany jako synonim gier dla dorosłych – eroge. Gry bishōjo niezawierające treści seksualnych określane są terminem gyarugē (jap. ギャルゲー; wasei-eigo gal game) .

## Historia
Pierwsze gry bishōjo były tworzone w latach 80. XX w. jako forma pornografii, jednak w następnej dekadzie zaczęły zawierać bardziej melodramatyczne historie i przeniknęły do mainstreamu. Znaczną popularność w Japonii zyskała wówczas gra Tokimeki Memorial wydana w 1994 roku przez Konami. Jej bohaterka Shiori Fujisaki, której dotyczy główny wątek miłosny, stała się krajowym fenomenem, zyskując status idolki, a sama gra przyczyniła się do rozpowszechnienia moe.